# Liste der Nummer-eins-Hits in Portugal (2019)
Diese Liste der Nummer-eins-Hits in Portugal im Jahr 2019 basiert auf den offiziellen Singlecharts (Top 100 Singles) und Albumcharts (Top 50 Artistas) der Associação Fonográfica Portuguesa (AFP), der portugiesischen Landesgruppe der IFPI.

## Singles
| ← 2018 ← | Liste der Nummer-eins-Hits in Portugal | Liste der Nummer-eins-Hits in Portugal | Liste der Nummer-eins-Hits in Portugal | 2020 → |
| \| Zeitraum \| Wo. ges. \| Interpret \| Titel Autor(en) \| Zusätzliche Informationen \| \| (Zeitraum, Wochen auf Platz eins, Interpret, Titel, Autor[en], zusätzliche Informationen) \| \| \| \| \| \| ----------------------------------------------------------------------------------------- \| -------- \| ----------------------------- \| ------------------------------------------------------------------------------------------------------------------------------------------------------------------------------------ \| ------------------------------------------------------------------------------------------------------------------------------------------------------------------------------------------------------------------------------------------------------------------------------ \| \| 1.–2. Woche 2 Wochen (insgesamt 6) \| 6 \| Lady Gaga & Bradley Cooper \| Shallow Mark Ronson, Anthony Rossomando, Andrew Wyatt, Joanne Stefani Germanotta \| – \| \| 3. Woche 1 Woche (insgesamt 3) \| 3 \| Profjam feat. Lhast \| Tou bem \| – \| \| 4.–8. Woche 5 Wochen \| 5 \| Ariana Grande \| 7 Rings Richard Rodgers, Oscar Hammerstein II, Charles Michael Anderson, Thomas Lee Brown, Michael Foster, Ariana Grande, Njomza Vitia, Tayla Parx, Kimberly Krysiuk, Victoria Monét \| Im Vorjahr hatte die US-Sängerin mit 2 Nummer-eins- und einem Nummer-zwei-Hit ihren Durchbruch in Portugal, ein neues Album sorgt nun für den dritten Spitzenreiter. \| \| 9.–10. Woche 2 Wochen (insgesamt 6) \| 6 \| Lady Gaga & Bradley Cooper \| Shallow Mark Ronson, Anthony Rossomando, Andrew Wyatt, Joanne Stefani Germanotta \| Nach dem Oscar für den besten Filmsong und dem erfolgreichen Auftritt bei der Verleihung kehrt das Lied wieder auf Platz 1 zurück. \| \| 11.–12. Woche 2 Wochen (insgesamt 3) \| 3 \| Profjam feat. Lhast \| Tou bem \| Mit der Veröffentlichung des Albums kehrt auch die Single auf Platz 1 zurück. \| \| 13.–20. Woche 8 Wochen \| 8 \| Wet Bed Gang \| Bairro \| Das Hip-Hop-Quartett aus Vialonga nahe Lissabon hatte in den vergangenen beiden Jahren schon mehrere Charthits. Obwohl sie noch nie unter den Top 20 waren, waren ihre Songs teilweise über ein Jahr lang in den Charts. Zum Nummer-eins-Hit verhilft auch der Produzent Lhast \| \| 21.–22. Woche 2 Wochen (insgesamt 3) \| 3 \| Lil Nas X \| Old Town Road Michael Trent Reznor, Montero Hill, Atticus Matthew Ross, Kiowa Roukema \| – \| \| 23.–24. Woche 2 Wochen \| 2 \| Ed Sheeran & Justin Bieber \| I Don’t Care Edward Christopher Sheeran, Karl Martin Sandberg, Justin Bieber, Karl Johan Schuster, Jason P. D. Boyd, Frederick John Philip Gibson \| – \| \| 25. Woche 1 Woche (insgesamt 3) \| 3 \| Lil Nas X \| Old Town Road Michael Trent Reznor, Montero Hill, Atticus Matthew Ross, Kiowa Roukema \| – \| \| 26.–38. Woche 13 Wochen \| 13 \| Shawn Mendes & Camila Cabello \| Señorita Shawn Mendes, Camila Cabello, Andrew Wotman, Benjamin Levin, Ali Tamposi, Charlotte Emma Aitchison, Jack Patterson, Magnus August Høiberg \| – \| \| 39.–42. Woche 4 Wochen \| 4 \| Julinho Ksd \| Vivi Good \| Den Durchbruch brachte das Video Sentimento Safari. Kaum wurde der Rapper vom Stadtrand von Lissabon und seine Crew Instinto 26 danach von Sony unter Vertrag genommen, hat er auch schon seinen ersten Nummer-1-Hit.[1] \| \| 43.–44. Woche 2 Wochen \| 2 \| Bispo feat. Ivandro \| Essa saia \| Nach zwei Top-10-Hits schafft es der Rapper aus der Nähe von Lissabon erstmals auf Platz 1. \| \| 45.–47. Woche 3 Wochen \| 3 \| Julinho Ksd \| Hoji n’ka ta rola \| Innerhalb kürzester Zeit legt der Afrika-stämmige Rapper einen zweiten Spitzenreiter nach, diesmal mit einem kreolischen Titel. Julinho mischt bei seinen Songs Portugiesisch, Kreol und Englisch. \| \| 48. Woche 1 Woche \| 1 \| Tones and I \| Dance Monkey Toni Watson \| – \| \| 49. Woche 2019 – 4. Woche 2020 8 Wochen \| 8 \| Piruka feat. Bluay \| Louco \| – \| |                                        |                                        | | |
| ← 2018 |                                        |                                        | | → 2020 → |
| Zeitraum | Wo. ges.                               | Interpret                              | Titel Autor(en) | Zusätzliche Informationen |
| (Zeitraum, Wochen auf Platz eins, Interpret, Titel, Autor[en], zusätzliche Informationen) |                                        |                                        | | |
| 1.–2. Woche 2 Wochen (insgesamt 6) | 6                                      | Lady Gaga & Bradley Cooper             | Shallow Mark Ronson, Anthony Rossomando, Andrew Wyatt, Joanne Stefani Germanotta | – |
| 3. Woche 1 Woche (insgesamt 3) | 3                                      | Profjam feat. Lhast                    | Tou bem | – |
| 4.–8. Woche 5 Wochen | 5                                      | Ariana Grande                          | 7 Rings Richard Rodgers, Oscar Hammerstein II, Charles Michael Anderson, Thomas Lee Brown, Michael Foster, Ariana Grande, Njomza Vitia, Tayla Parx, Kimberly Krysiuk, Victoria Monét | Im Vorjahr hatte die US-Sängerin mit 2 Nummer-eins- und einem Nummer-zwei-Hit ihren Durchbruch in Portugal, ein neues Album sorgt nun für den dritten Spitzenreiter. |
| 9.–10. Woche 2 Wochen (insgesamt 6) | 6                                      | Lady Gaga & Bradley Cooper             | Shallow Mark Ronson, Anthony Rossomando, Andrew Wyatt, Joanne Stefani Germanotta | Nach dem Oscar für den besten Filmsong und dem erfolgreichen Auftritt bei der Verleihung kehrt das Lied wieder auf Platz 1 zurück. |
| 11.–12. Woche 2 Wochen (insgesamt 3) | 3                                      | Profjam feat. Lhast                    | Tou bem | Mit der Veröffentlichung des Albums kehrt auch die Single auf Platz 1 zurück. |
| 13.–20. Woche 8 Wochen | 8                                      | Wet Bed Gang                           | Bairro | Das Hip-Hop-Quartett aus Vialonga nahe Lissabon hatte in den vergangenen beiden Jahren schon mehrere Charthits. Obwohl sie noch nie unter den Top 20 waren, waren ihre Songs teilweise über ein Jahr lang in den Charts. Zum Nummer-eins-Hit verhilft auch der Produzent Lhast |
| 21.–22. Woche 2 Wochen (insgesamt 3) | 3                                      | Lil Nas X                              | Old Town Road Michael Trent Reznor, Montero Hill, Atticus Matthew Ross, Kiowa Roukema                                                                                                | – |
| 23.–24. Woche 2 Wochen | 2                                      | Ed Sheeran & Justin Bieber             | I Don’t Care Edward Christopher Sheeran, Karl Martin Sandberg, Justin Bieber, Karl Johan Schuster, Jason P. D. Boyd, Frederick John Philip Gibson                                    | – |
| 25. Woche 1 Woche (insgesamt 3) | 3                                      | Lil Nas X                              | Old Town Road Michael Trent Reznor, Montero Hill, Atticus Matthew Ross, Kiowa Roukema                                                                                                | – |
| 26.–38. Woche 13 Wochen | 13                                     | Shawn Mendes & Camila Cabello          | Señorita Shawn Mendes, Camila Cabello, Andrew Wotman, Benjamin Levin, Ali Tamposi, Charlotte Emma Aitchison, Jack Patterson, Magnus August Høiberg                                   | – |
| 39.–42. Woche 4 Wochen | 4                                      | Julinho Ksd                            | Vivi Good | Den Durchbruch brachte das Video Sentimento Safari. Kaum wurde der Rapper vom Stadtrand von Lissabon und seine Crew Instinto 26 danach von Sony unter Vertrag genommen, hat er auch schon seinen ersten Nummer-1-Hit.                                                          |
| 43.–44. Woche 2 Wochen | 2                                      | Bispo feat. Ivandro                    | Essa saia | Nach zwei Top-10-Hits schafft es der Rapper aus der Nähe von Lissabon erstmals auf Platz 1. |
| 45.–47. Woche 3 Wochen | 3                                      | Julinho Ksd                            | Hoji n’ka ta rola | Innerhalb kürzester Zeit legt der Afrika-stämmige Rapper einen zweiten Spitzenreiter nach, diesmal mit einem kreolischen Titel. Julinho mischt bei seinen Songs Portugiesisch, Kreol und Englisch.                                                                             |
| 48. Woche 1 Woche | 1                                      | Tones and I                            | Dance Monkey Toni Watson | – |
| 49. Woche 2019 – 4. Woche 2020 8 Wochen | 8                                      | Piruka feat. Bluay                     | Louco | – |

## Alben
| ← 2018 ← | Liste der Nummer-eins-Hits in Portugal | Liste der Nummer-eins-Hits in Portugal                  | Liste der Nummer-eins-Hits in Portugal             | 2020 → |
| \| Zeitraum \| Wo. ges. \| Interpret \| Titel \| Zusätzliche Informationen \| \| (Zeitraum, Wochen auf Platz eins, Interpret, Titel, zusätzliche Informationen) \| \| \| \| \| \| ------------------------------------------------------------------------------ \| -------- \| ------------------------------------------------------- \| -------------------------------------------------- \| --------------------------------------------------------------------------------------------------------------------------------------------------------------------------------------------------------------------------------------- \| \| 1. Woche 1 Woche (insgesamt 4) \| 4 \| Tony Carreira \| As cançoes das nossas vidas \| – \| \| 2. Woche 1 Woche (insgesamt 2) \| 2 \| António Zambujo \| Do avesso \| – \| \| 3.–4. Woche 2 Wochen \| 2 \| Queen \| The Platinum Collection: Greatest Hits I, II & III \| Durch die Freddie-Mercury-Filmbiografie waren die Hits seiner Band wieder gefragt, in einigen Ländern übertraf die dreiteilige Hitsammlung den Soundtrack. \| \| 5.–7. Woche 3 Wochen \| 3 \| Xutos & Pontapés \| Duro \| Am 13. Januar 1979 hatte die Band ihren ersten Auftritt, 40 Jahre später ist der Erfolg der Hauptstadtrocker ungebrochen und ihre Studioalben erreichen regelmäßig Platz 1. \| \| 8.–10. Woche 3 Wochen \| 3 \| Lady Gaga & Bradley Cooper / Soundtrack \| A Star Is Born \| Bereits im Oktober des Vorjahres stieg der Soundtrack in die Charts ein, kam aber nicht über Platz 2 hinaus. Die Oscarverleihung und der Auftritt von Copper und Lady Gaga dort bringen in der 20. Chartwoche den entscheidenden Schub. \| \| 11. Woche 1 Woche \| 1 \| Profjam \| #FFFFFF \| Mitte letzten Jahres hatte der Hauptstadtrapper seinen ersten Charthit, Anfang des Jahres führte er erstmals die Singlecharts an und mit seinem Debütalbum erreicht er ebenfalls Platz eins. \| \| 12. Woche 1 Woche \| 1 \| Capitão Fausto \| A invenção do dia claro \| In der zehnjährigen Bandgeschichte brachte es die fünfköpfige Rockgruppe auf 4 Alben und nach 2016 auf den zweiten Spitzenreiter in ihrer Heimat.[2] \| \| 13. Woche 1 Woche \| 1 \| Ana Bacalhau, Jorge Benvinda, Sérgio Godinho & Vitorino \| Canções de Roda, Lenga Lengas e Outras que Tais \| Vier bekannte portugiesische Musiker haben sich zusammengeschlossen, um ein Album mit traditionellen Kinderliedern und Geschichten zu veröffentlichen.[3] Drei Wochen nach Charteintritt steigt es auf Platz 1. \| \| 14. Woche 1 Woche (insgesamt 2) \| 2 \| Salvador Sobral \| Paris, Lisboa \| Nach seinem ESC-Sieg 2017 und einer schweren Operation kehrt der Sänger an die Chartspitze zurück. International blieb sein Comeback aber unbeachtet. \| \| 15. Woche 1 Woche \| 1 \| Billie Eilish \| When We All Fall Asleep, Where Do We Go? \| Nachdem ihr eine Woche zuvor der lokale Star noch die Chartspitze verwehrt hat, holt die junge US-Neuentdeckung wie in vielen Ländern zuvor weltweit in der zweiten Chartwoche doch noch Platz 1. \| \| 16.–18. Woche 3 Wochen \| 3 \| José Afonso \| José Afonso ao vivo \| Mehr als 22 Jahre nach seinem Tod ist der ehemalige Revolutionssänger mit einer weiteren Livekompilation noch immer sehr gefragt. \| \| 19. Woche 1 Woche (insgesamt 2) \| 2 \| Salvador Sobral \| Paris, Lisboa \| – \| \| 20. Woche 1 Woche \| 1 \| Marco Paulo \| Marco Paulo \| – \| \| 21.–22. Woche 2 Wochen \| 2 \| Rammstein \| Unbetitelt \| – \| \| 23.–24. Woche 2 Wochen (insgesamt 3) \| 3 \| Ed Sheeran \| ÷ [Divide] \| 2016 kam das Album heraus und war eines der erfolgreichsten weltweit. \| \| 25.–27. Woche 3 Wochen \| 3 \| Madonna \| Madame X \| – \| \| 28. Woche 1 Woche \| 1 \| Bruce Springsteen \| Western Stars \| – \| \| 29.–30. Woche 2 Wochen \| 2 \| Ed Sheeran \| No. 6 Collaborations Project \| – \| \| 31.–32. Woche 2 Wochen \| 2 \| Panda e Os Caricas \| Era uma vez … Panda e Os Caricas \| – \| \| 33. Woche 1 Woche \| 1 \| Slipknot \| We Are Not Your Kind \| – \| \| 34. Woche 1 Woche \| 1 \| Mariza \| Mariza \| – \| \| 35. Woche 1 Woche \| 1 \| Taylor Swift \| Lover \| – \| \| 36. Woche 1 Woche \| 1 \| Tool \| Fear Inoculum \| – \| \| 37. Woche 1 Woche \| 1 \| Lana Del Rey \| Norman Fucking Rockwell! \| – \| \| 38. Woche 1 Woche \| 1 \| Bernardo Sassetti \| Solo \| – \| \| 39. Woche 1 Woche \| 1 \| António Variações \| O melhor de António Variações \| – \| \| 40. Woche 1 Woche (insgesamt 2) \| 2 \| The Beatles \| Abbey Road (50th Anniversary Edition) \| – \| \| 41. Woche 1 Woche (insgesamt 2) \| 2 \| David Carreira \| 7 \| Nach der Rückkehr von Ed Sheeran an die Spitze ist auch Carreiras 7. Album nach fast einem Jahr ein zweites Mal auf Platz 1. \| \| 42. Woche 1 Woche \| 1 \| The Beatles \| Abbey Road (50th Anniversary Edition) \| – \| \| 43. Woche 1 Woche \| 1 \| João Pedro Pais \| Confidências (de um homem vulgar) \| Zum dritten Mal nach 2007 und 2010 steht der Popsänger auf Platz 1 der portugiesischen Charts. \| \| 44. Woche 1 Woche \| 1 \| Cigarettes After Sex \| Cry \| Mit ihrem Debütalbum hatte die US-Band vor zwei Jahren Platz 21 erreicht. In dem Bereich landete international auch das zweite Album Cry, nur in Portugal erreichte es die Chartspitze. \| \| 45. Woche 1 Woche \| 1 \| Aldina Duarte \| Roubados \| Die Fadosängerin aus der Hauptstadt Lisboa hatte ihre Karriere 2004 begonnen. In den letzten 9 Jahren hatte sie sich in den Charts immer weiter gesteigert und zum 15-jährigen Jubiläum hat sie ihr erstes Nummer-1-Album. \| \| 46. Woche 1 Woche \| 1 \| Nick Cave and the Bad Seeds \| Ghosteen \| – \| \| 47. Woche 1 Woche (insgesamt 4) \| 4 \| Xutos & Pontapés \| 40 anos a dar no duro \| – \| \| 48. Woche 1 Woche (insgesamt 2) \| 2 \| Leonard Cohen \| Thanks for the Dance \| – \| \| 49. Woche 1 Woche \| 1 \| Diogo Piçarra \| South Side Boy \| – \| \| 50. Woche 1 Woche (insgesamt 4) \| 4 \| Xutos & Pontapés \| 40 anos a dar no duro \| – \| \| 51. Woche 1 Woche (insgesamt 2) \| 2 \| Harry Styles \| Fine Line \| – \| \| 52. Woche 1 Woche (insgesamt 2) \| 2 \| Leonard Cohen \| Thanks for the Dance \| – \| |                                        |                                                         |                                                    | |
| ← 2018 |                                        |                                                         |                                                    | → 2020 → |
| Zeitraum | Wo. ges.                               | Interpret                                               | Titel                                              | Zusätzliche Informationen |
| (Zeitraum, Wochen auf Platz eins, Interpret, Titel, zusätzliche Informationen) |                                        |                                                         |                                                    | |
| 1. Woche 1 Woche (insgesamt 4) | 4                                      | Tony Carreira                                           | As cançoes das nossas vidas                        | – |
| 2. Woche 1 Woche (insgesamt 2) | 2                                      | António Zambujo                                         | Do avesso                                          | – |
| 3.–4. Woche 2 Wochen | 2                                      | Queen                                                   | The Platinum Collection: Greatest Hits I, II & III | Durch die Freddie-Mercury-Filmbiografie waren die Hits seiner Band wieder gefragt, in einigen Ländern übertraf die dreiteilige Hitsammlung den Soundtrack.                                                                              |
| 5.–7. Woche 3 Wochen | 3                                      | Xutos & Pontapés                                        | Duro                                               | Am 13. Januar 1979 hatte die Band ihren ersten Auftritt, 40 Jahre später ist der Erfolg der Hauptstadtrocker ungebrochen und ihre Studioalben erreichen regelmäßig Platz 1.                                                             |
| 8.–10. Woche 3 Wochen | 3                                      | Lady Gaga & Bradley Cooper / Soundtrack                 | A Star Is Born                                     | Bereits im Oktober des Vorjahres stieg der Soundtrack in die Charts ein, kam aber nicht über Platz 2 hinaus. Die Oscarverleihung und der Auftritt von Copper und Lady Gaga dort bringen in der 20. Chartwoche den entscheidenden Schub. |
| 11. Woche 1 Woche | 1                                      | Profjam                                                 | #FFFFFF                                            | Mitte letzten Jahres hatte der Hauptstadtrapper seinen ersten Charthit, Anfang des Jahres führte er erstmals die Singlecharts an und mit seinem Debütalbum erreicht er ebenfalls Platz eins.                                            |
| 12. Woche 1 Woche | 1                                      | Capitão Fausto                                          | A invenção do dia claro                            | In der zehnjährigen Bandgeschichte brachte es die fünfköpfige Rockgruppe auf 4 Alben und nach 2016 auf den zweiten Spitzenreiter in ihrer Heimat.                                                                                       |
| 13. Woche 1 Woche | 1                                      | Ana Bacalhau, Jorge Benvinda, Sérgio Godinho & Vitorino | Canções de Roda, Lenga Lengas e Outras que Tais    | Vier bekannte portugiesische Musiker haben sich zusammengeschlossen, um ein Album mit traditionellen Kinderliedern und Geschichten zu veröffentlichen. Drei Wochen nach Charteintritt steigt es auf Platz 1.                            |
| 14. Woche 1 Woche (insgesamt 2) | 2                                      | Salvador Sobral                                         | Paris, Lisboa                                      | Nach seinem ESC-Sieg 2017 und einer schweren Operation kehrt der Sänger an die Chartspitze zurück. International blieb sein Comeback aber unbeachtet.                                                                                   |
| 15. Woche 1 Woche | 1                                      | Billie Eilish                                           | When We All Fall Asleep, Where Do We Go?           | Nachdem ihr eine Woche zuvor der lokale Star noch die Chartspitze verwehrt hat, holt die junge US-Neuentdeckung wie in vielen Ländern zuvor weltweit in der zweiten Chartwoche doch noch Platz 1.                                       |
| 16.–18. Woche 3 Wochen | 3                                      | José Afonso                                             | José Afonso ao vivo                                | Mehr als 22 Jahre nach seinem Tod ist der ehemalige Revolutionssänger mit einer weiteren Livekompilation noch immer sehr gefragt. |
| 19. Woche 1 Woche (insgesamt 2) | 2                                      | Salvador Sobral                                         | Paris, Lisboa                                      | – |
| 20. Woche 1 Woche | 1                                      | Marco Paulo                                             | Marco Paulo                                        | – |
| 21.–22. Woche 2 Wochen | 2                                      | Rammstein                                               | Unbetitelt                                         | – |
| 23.–24. Woche 2 Wochen (insgesamt 3) | 3                                      | Ed Sheeran                                              | ÷ [Divide]                                         | 2016 kam das Album heraus und war eines der erfolgreichsten weltweit. |
| 25.–27. Woche 3 Wochen | 3                                      | Madonna                                                 | Madame X                                           | – |
| 28. Woche 1 Woche | 1                                      | Bruce Springsteen                                       | Western Stars                                      | – |
| 29.–30. Woche 2 Wochen | 2                                      | Ed Sheeran                                              | No. 6 Collaborations Project                       | – |
| 31.–32. Woche 2 Wochen | 2                                      | Panda e Os Caricas                                      | Era uma vez … Panda e Os Caricas                   | – |
| 33. Woche 1 Woche | 1                                      | Slipknot                                                | We Are Not Your Kind                               | – |
| 34. Woche 1 Woche | 1                                      | Mariza                                                  | Mariza                                             | – |
| 35. Woche 1 Woche | 1                                      | Taylor Swift                                            | Lover                                              | – |
| 36. Woche 1 Woche | 1                                      | Tool                                                    | Fear Inoculum                                      | – |
| 37. Woche 1 Woche | 1                                      | Lana Del Rey                                            | Norman Fucking Rockwell!                           | – |
| 38. Woche 1 Woche | 1                                      | Bernardo Sassetti                                       | Solo                                               | – |
| 39. Woche 1 Woche | 1                                      | António Variações                                       | O melhor de António Variações                      | – |
| 40. Woche 1 Woche (insgesamt 2) | 2                                      | The Beatles                                             | Abbey Road (50th Anniversary Edition)              | – |
| 41. Woche 1 Woche (insgesamt 2) | 2                                      | David Carreira                                          | 7                                                  | Nach der Rückkehr von Ed Sheeran an die Spitze ist auch Carreiras 7. Album nach fast einem Jahr ein zweites Mal auf Platz 1. |
| 42. Woche 1 Woche | 1                                      | The Beatles                                             | Abbey Road (50th Anniversary Edition)              | – |
| 43. Woche 1 Woche | 1                                      | João Pedro Pais                                         | Confidências (de um homem vulgar)                  | Zum dritten Mal nach 2007 und 2010 steht der Popsänger auf Platz 1 der portugiesischen Charts. |
| 44. Woche 1 Woche | 1                                      | Cigarettes After Sex                                    | Cry                                                | Mit ihrem Debütalbum hatte die US-Band vor zwei Jahren Platz 21 erreicht. In dem Bereich landete international auch das zweite Album Cry, nur in Portugal erreichte es die Chartspitze.                                                 |
| 45. Woche 1 Woche | 1                                      | Aldina Duarte                                           | Roubados                                           | Die Fadosängerin aus der Hauptstadt Lisboa hatte ihre Karriere 2004 begonnen. In den letzten 9 Jahren hatte sie sich in den Charts immer weiter gesteigert und zum 15-jährigen Jubiläum hat sie ihr erstes Nummer-1-Album.              |
| 46. Woche 1 Woche | 1                                      | Nick Cave and the Bad Seeds                             | Ghosteen                                           | – |
| 47. Woche 1 Woche (insgesamt 4) | 4                                      | Xutos & Pontapés                                        | 40 anos a dar no duro                              | – |
| 48. Woche 1 Woche (insgesamt 2) | 2                                      | Leonard Cohen                                           | Thanks for the Dance                               | – |
| 49. Woche 1 Woche | 1                                      | Diogo Piçarra                                           | South Side Boy                                     | – |
| 50. Woche 1 Woche (insgesamt 4) | 4                                      | Xutos & Pontapés                                        | 40 anos a dar no duro                              | – |
| 51. Woche 1 Woche (insgesamt 2) | 2                                      | Harry Styles                                            | Fine Line                                          | – |
| 52. Woche 1 Woche (insgesamt 2) | 2                                      | Leonard Cohen                                           | Thanks for the Dance                               | – |